# 마갈궁
마갈궁(磨羯宮, ♑, Capricorn)은 염소자리에서 비롯된, 열번째 점성술의 별자리이다. 이것은 황도대의 270~300도, 황도 좌표계의 270~305.25도를 지난다. 점성술에서, 염소자리는 각각 내향적 별자리와 흙의 별자리 그리고 네 개의 가동적 별자리 가운데 하나로 여겨진다. 염소자리는 토성에 의해 통치된다. 회귀황도대에서, 태양은 매년마다 12월 22일부터 1월 19일까지 이 구간을 지난다. 항성황도대 점성술에서, 태양은 현재 (거의) 1월 15일부터 2월 14일까지 염소자리를 지난다.

## 신화
이 성좌는 일반적으로 물고기의 꼬리를 가진 염소로 묘사된다.(히포캄푸스 참조) 한 신화에서 염소신 판이 괴물 티폰에게 공격당했을 때, 그는 나일강으로 뛰어들었는데, 물 위의 부분은 염소로 남아있었지만, 물 아래의 부분은 물고기로 변했다고 한다.
때때로 염소는 바다염소로, 때로는 육생 염소로 묘사된다. 이것이 알려지지 않았지만 바다 염소의 모습인 이유는 최소한 바빌론 때로 거슬러 올라간다. 더욱이, 수메르의 신 엔카의 상징은 물고기를 상징하며, 나중에 나중에 한 마리의 동물인 염소 카프리코누스로 결합되었고, 이것은 황소자리 성좌로 인정된다.

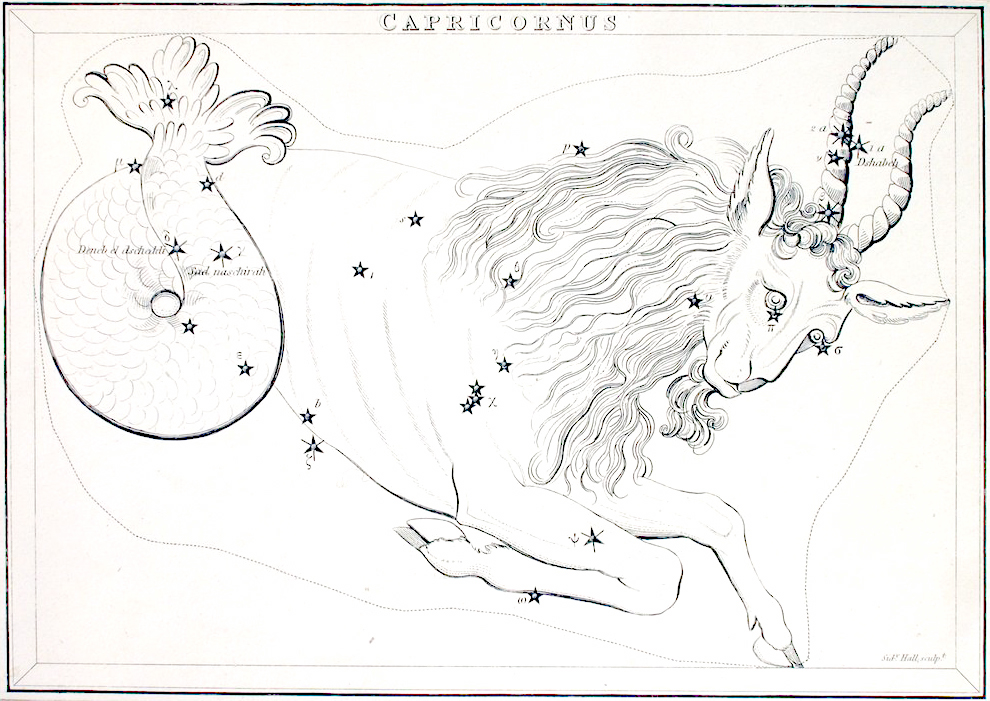
1800년대 초, 바다염소로 연출된 염소자리

"물고기의 몸에서부터 오르는 염소의 상징은 바빌론의 산더미 같은 건물들이 그 밑의 축축한 환경으로부터 올라오는 대 번영을 표현한다.: 염소의 두 개의 뿔은 니네베와 바빌론 이 두 개의 도시의 상징이 되는데, 전자는 티그리스 강변에, 후자는 유프라테스 강변에 건설되었지만, 모두 하나의 통치권에 속해 있었다.
다른 한편으로는, 염소자리는 대때로 (그리스 신화에서) 제우스가 유아기일 때, 어머니 레아가 아버지 크로노스로부터 먹혀질 상황에서 그를 구출한 후에 젖을 먹인 염소 아말테이아와 동일시된다. 염소의 부러진 뿔은 코르누코피아 또는 풍요의 뿔로 변했다. 몇몇 고대 문헌에서 이것은 태양이 북쪽으로 되오르려 준비하는 별자리에 있을 때, "자양분을 지님"에서 유래했다고 주장한다. 그래서, 이것은 훈육의 상징이다.

## 관련 행성
점성술에서 한 행성의 거주지는 그것이 주인 지위를 가지는 별자리이다. 염소자리의 주인이라 불리는 행성은 토성이다.

## 같이 보기
- 천문 기호
- 띠 (생초)
- 사이 (점성술)

## 참고 문헌

### 인용
1. ↑  Jeff Mayo, Teach Yourself Astrology, pp 38-41, Hodder and Stoughton, London, 1979
2. ↑  Cole, John. A Treatise on the Circular Zodiac of Tentyra, in Egypt. London, Longman and co. 1824.
3. ↑  Heindel, 81쪽.

### 자료
- Heindel, Max. 《Simplified Scientific Astrology: A Complete Textbook on the Art of Erecting a Horoscope, with Philosophic Encyclopedia and Tables of Planetary Hours》 4판. Rosicrucian Fellowship. OCLC 36106074., OCLC 36106074